# オルンシュタイン＝ウーレンベック過程
オルンシュタイン＝ウーレンベック過程（オルンシュタイン＝ウーレンベックかてい、英: Ornstein–Uhlenbeck process）は、レナード・オルンシュタインとジョージ・ウーレンベックの名にちなんだ確率過程である。平均回帰過程（へいきんかいきかてい）とも呼ばれる。

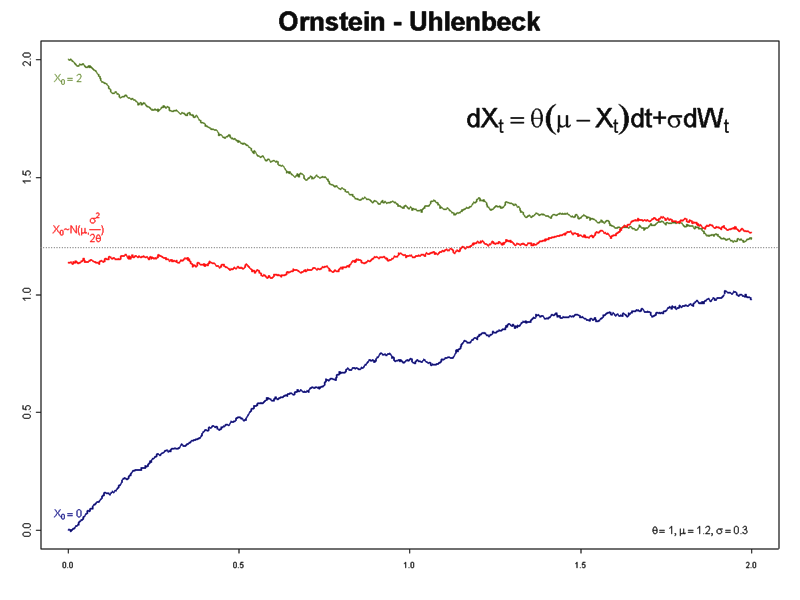
3つの異なるオルンシュタイン＝ウーレンベック過程の標本路。
θ = 1, μ = 1.2, σ = 0.3:
青: 初期値 r_{0} = 0 (a.s.)
緑: 初期値 r_{0} = 2 (a.s.)
赤: 初期値が正規分布に従うと仮定（過程は不変測度を持つことになる）

オルンシュタイン＝ウーレンベック過程は、以下のような確率微分方程式で与えられる確率過程{rt}である。
{\displaystyle dr_{t}=-\theta (r_{t}-\mu )\,dt+\sigma \,dW_{t}}
ここで、θ, μ, σ はパラメータであり、Wt はウィーナー過程を表す。 
オルンシュタイン＝ウーレンベック過程は、離散時間AR(1)過程の連続時間バージョンであると言える。

## 解
この方程式は定数変化法を用いて解くことができる。関数{\displaystyle f(r_{t},t)=r_{t}e^{\theta t}}に対して伊藤の補題を適用し、以下の式を得る。
{\displaystyle {\begin{aligned}df(r_{t},t)&=\theta r_{t}e^{\theta t}\,dt+e^{\theta t}\,dr_{t}\\&=e^{\theta t}\theta \mu \,dt+\sigma e^{\theta t}\,dW_{t}\end{aligned}}}
これを0からtまで積分することにより、次の式が得られる。
{\displaystyle r_{t}e^{\theta t}=r_{0}+\int _{0}^{t}e^{\theta s}\theta \mu \,ds+\int _{0}^{t}\sigma e^{\theta s}\,dW_{s}}
これを変形し、以下のように解が求められる。
{\displaystyle r_{t}=r_{0}e^{-\theta t}+\mu (1-e^{-\theta t})+\int _{0}^{t}\sigma e^{\theta (s-t)}\,dW_{s}}
{\displaystyle r_{0}}が定数であると仮定するとき、{\displaystyle r_{t}}の1次モーメントは以下のように計算できる。
{\displaystyle E(r_{t})=r_{0}e^{-\theta t}+\mu (1-e^{-\theta t})}
{\displaystyle s\wedge t=\min(s,t)}とおくと、伊藤積分の等長性

を用いて次のような共分散関数が得られる。
{\displaystyle {\begin{aligned}\operatorname {cov} (r_{s},r_{t})&=\mathrm {E} [(r_{s}-\mathrm {E} [r_{s}])(r_{t}-\mathrm {E} [r_{t}])]\\&=\mathrm {E} \left[\int _{0}^{s}\sigma e^{\theta (u-s)}\,dW_{u}\int _{0}^{t}\sigma e^{\theta (v-t)}\,dW_{v}\right]\\&=\sigma ^{2}e^{-\theta (s+t)}\mathrm {E} \left[\int _{0}^{s}e^{\theta u}\,dW_{u}\int _{0}^{t}e^{\theta v}\,dW_{v}\right]\\&={\frac {\sigma ^{2}}{2\theta }}\,e^{-\theta (s+t)}(e^{2\theta (s\wedge t)}-1)\end{aligned}}}

## 別表現1
オルンシュタイン＝ウーレンベック過程は、スケールを変え時間シフトをしたウィーナー過程としても表現することが可能である（そして、しばしばその方が便利である）。初期値条件の無い場合、
{\displaystyle r_{t}=\mu +{\sigma  \over {\sqrt {2\theta }}}W(e^{2\theta t})e^{-\theta t}}
となり、また{\displaystyle r_{0}}が与えられた場合は以下のようになる。
{\displaystyle r_{t}=r_{0}e^{-\theta t}+\mu (1-e^{-\theta t})+{\sigma  \over {\sqrt {2\theta }}}W(e^{2\theta t}-1)e^{-\theta t}}
オルンシュタイン＝ウーレンベック過程は、有界な分散を持つガウス過程の例であり、ウィーナー過程とは対照的に定常確率分布を許している。
この過程の時間積分は、1/fパワースペクトルを持つノイズを生成するために用いることができる。

## 別表現2
B をブラウン運動とすると、
{\displaystyle U_{t}=\exp(\beta t)B\left({\frac {1-e^{-2\beta t}}{2\beta }}\right)}
はオルンシュタイン＝ウーレンベック過程である。Utは以下の微分方程式の解である。
{\displaystyle dU_{t}=\beta U_{t}\,dt+dB_{t}}

## 一般化
オルンシュタイン＝ウーレンベック過程は、背後過程を（ウィーナー過程より一般的な）レヴィ過程とした拡張が可能である。このような確率過程については、オーレ・バーンドルフ＝ニールセンらによって研究されている。
正確にはgeneralised Ornstein-Uhlenbeck過程と呼ばれるが、その由来は形が似ているだけでなく、generalised Langevin方程式（generalised　Black-Scholes方程式＜ブラック・ショールズのレヴィ過程版＞とLangevin方程式のレヴィ過程版を合体させたもの）の解になるのではないかと推理されていた。しかし、近年、それらが解の関係にはならないことが証明されている。その証明の際には、generalised Langevin方程式の解が与えられ、YORの本によればセミマルチンゲールの場合に一般化された解も与えられている。